# 棘頭棘眼天竺鯛
棘頭棘眼天竺鯛，又稱麗鰭天竺鯛、棘頭天竺鯛，為輻鰭魚綱鈎頭魚目天竺鯛科的一個種。

## 分布
本魚分布於印度太平洋區，包括南非、馬達加斯加、模里西斯、馬爾地夫、葛摩、印度、印尼、日本、聖誕島、可可群島、台灣、菲律賓、新幾內亞、帛琉、澳洲、斐濟、關島、馬紹爾群島、新喀里多尼亞、紐西蘭、密克羅尼西亞、馬里亞納群島、夏威夷群島、薩摩亞群島、吉里巴斯、法屬波里尼西亞等海域。

## 深度
水深3至158公尺。

## 特徵
本魚體延長而側扁，眼大，口大略下位。魚體黃褐色或淡紅色褐色, 魚鱗具暗色邊緣； 一條褐色縱紋從吻部穿過眼睛一直延伸至尾柄，在尾鰭基底具一黑色斑點，背鰭硬棘8枚；背鰭軟條9枚；臀鰭硬棘2枚； 臀鰭軟條8枚，體長可達15公分。

## 生態
本魚棲息水質清澈的潟湖或臨海礁石，白天躲藏洞穴中，夜間出來覓食，屬肉食性，以小型底棲甲殼類為食。繁殖期時，雄魚具有口孵習性，卵約7日化成仔魚，由雄魚吐出，具短暫的仔魚飄浮期。

## 經濟利用
可做為觀賞魚。